# 八郷村 (三重県)
八郷村（やさとむら）は三重県三重郡にあった村。現在の四日市市の北東部、三岐鉄道三岐線・平津駅の周辺および朝明川の対岸にあたる。

## 地理
- 河川：朝明川

## 歴史
- 1889年（明治22年）4月1日 - 町村制の施行により、朝明郡平津村・広永村・山村・伊坂村・千代田村・中村・萱生村・広永新田および大矢知村の一部（枝郷山添[1]）の区域をもって発足。
- 1896年（明治29年）4月1日 - 所属郡が三重郡に変更。
- 1954年（昭和29年）7月1日 - 四日市市に編入。同日八郷村廃止。

## 交通

### 鉄道路線
- 三岐鉄道
  - 三岐線
    - 平津駅 - 萱生駅（現・暁学園前駅）

### 道路
現在は旧村域に東名阪自動車道・伊勢湾岸自動車道の四日市ジャンクション、東名阪自動車道の四日市東インターチェンジが所在するが、当時は未開通。